# Иллан Дилли
«Иллан Дилли» — чёрно-белый художественный фильм, завершающий серию фильмов о приключениях «красных дьяволят»: «Красные дьяволята», «Савур-могила», «Преступление княжны Ширванской», «Наказание княжны Ширванской». Снят в 1926 году Госкинпромом Советского Союза. Режиссёр: Иван Перестиани.
Фильм перешёл в общественное достояние.
Как указано в титрах, фильм снимался без сценария.

## Сюжет
Завершив службу в Красной Армии, «красные дьяволята» Миша, Том и Дуняша, а также дочь мельника Оксана, устраиваются в Баку на работу в лабораторию одного из предприятий нефтяной промышленности. По ходу фильма появляется ряд кадров, подробно описывающих происхождение нефти, её химический состав и т. п. Дуняша и Оксана знакомятся с женами из гарема мошенника Уссейнова и убеждают их уйти от него, чтобы самим строить новую жизнь в Советском государстве. Уссейнов решает отомстить: он похищает Дуняшу и Оксану и отвозит их на находящийся рядом с турецкой границей необитаемый остров Иллан Дилли («Змеиное жало»). Там, по его замыслу, они должны были умереть от голода и жажды. Однако Мише и Тому с помощью пограничников удается освободить девушек. Между тем, Том начинает испытывать к Дуняше романтические чувства. Образуется две пары — Миша и Оксана и Том и Дуняша. В конце фильма герои решают, какие имена дать родившимся у них детям.

## В ролях
- Павел Есиковский — Миша
- София Жозеффи — Дуняша
- Кадор Бен-Салим — Том Джексон
- Светлана Люкс — Оксана
- Мария Якобини

## Съёмочная группа
- Режиссёр: Иван Перестиани
- Автор сценария: Иван Перестиани
- Оператор: Александр Дигмелов
- Художник: Фёдор Пуш
- Ассистент режиссёра: Патвакан Бархударов

## Критика
В целом, как и остальные картины серии, вышедшие после «Красных дьяволят», «Иллан-Дили» был воспринят прохладно советской критикой. Отмечалось, что все продолжения «Дьяволят» значительно уступают первому фильму, их упрекали в отсутствии внятной сюжетной линии, самоповторах и трюках ради трюков .
Как писала В. С. Колодяжная, «новые картины […] представляли собой бессмысленный набор происшествий, лишенных как необходимого жизненного правдоподобия, так и сколько-нибудь значимой мысли, идеи, той волнующей атмосферы, которые снискали признание «Красным дьяволятам». […] В последнем фильме этого цикла — «Иллан-Дили» («Змеиное жало») — «дьяволята» снова становятся главными героями. В фильме воспроизведены истории о гаремах и похищениях, во многом дублировавшие аналогичные ситуации буржуазного приключенческого фильма».